# Hershel Gober
Hershel Wayne Gober, né le 21 décembre 1936 à Monticello (Arkansas) et mort le 15 octobre 2024, est un homme politique américain. Membre du Parti démocrate, il est secrétaire aux Anciens combattants par intérim entre 1997 et 1998 et entre 2000 et 2001 dans l'administration du président Bill Clinton.

## Source
- (en) Cet article est partiellement ou en totalité issu de l’article de Wikipédia en anglais intitulé « Hershel W. Gober » (voir la liste des auteurs).